# Festuca varia
Festuca varia är en gräsart som beskrevs av Thaddeus Peregrinus Haenke. Festuca varia ingår i släktet svinglar, och familjen gräs. Inga underarter finns listade i Catalogue of Life.

## Bildgalleri

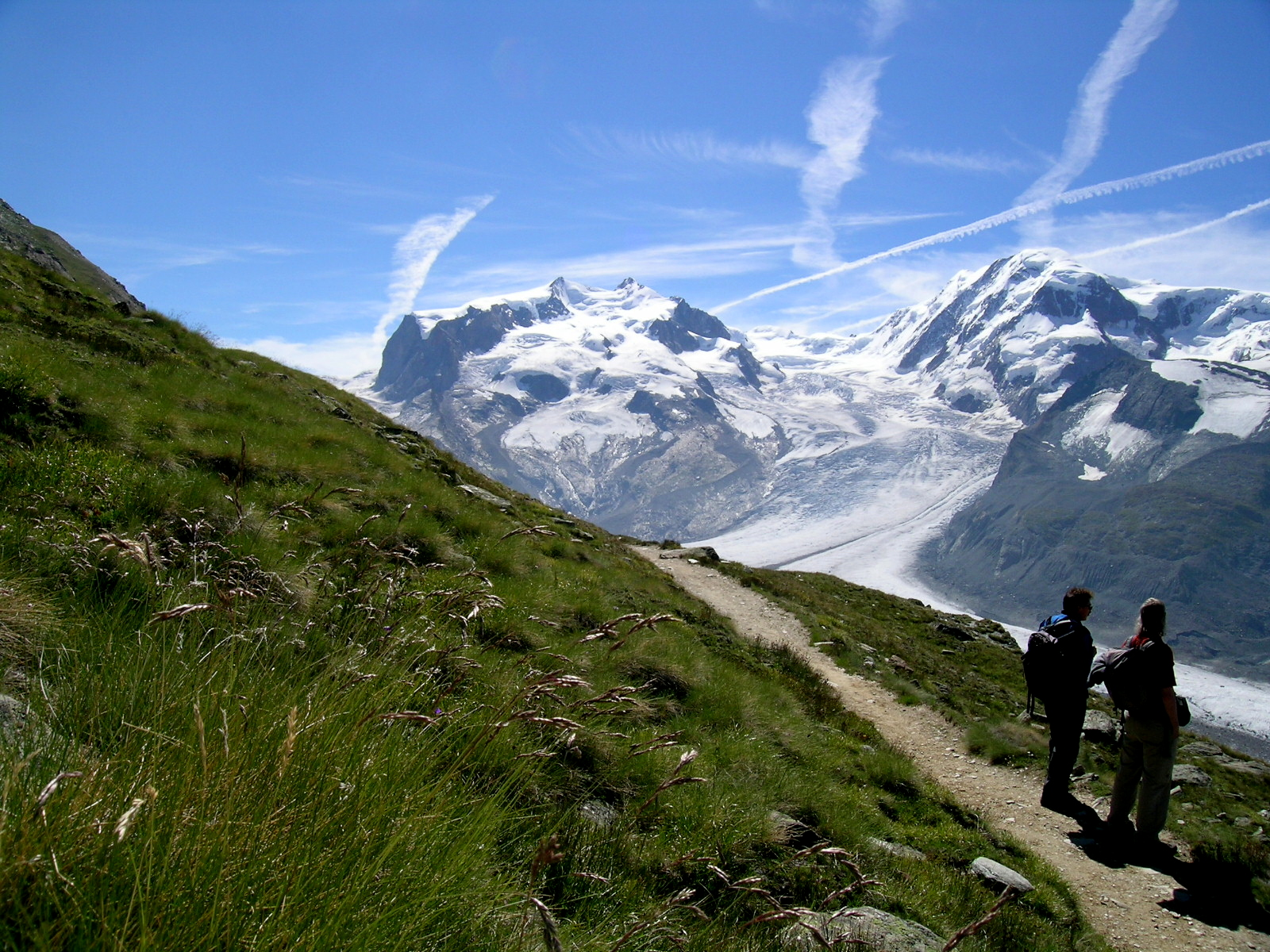
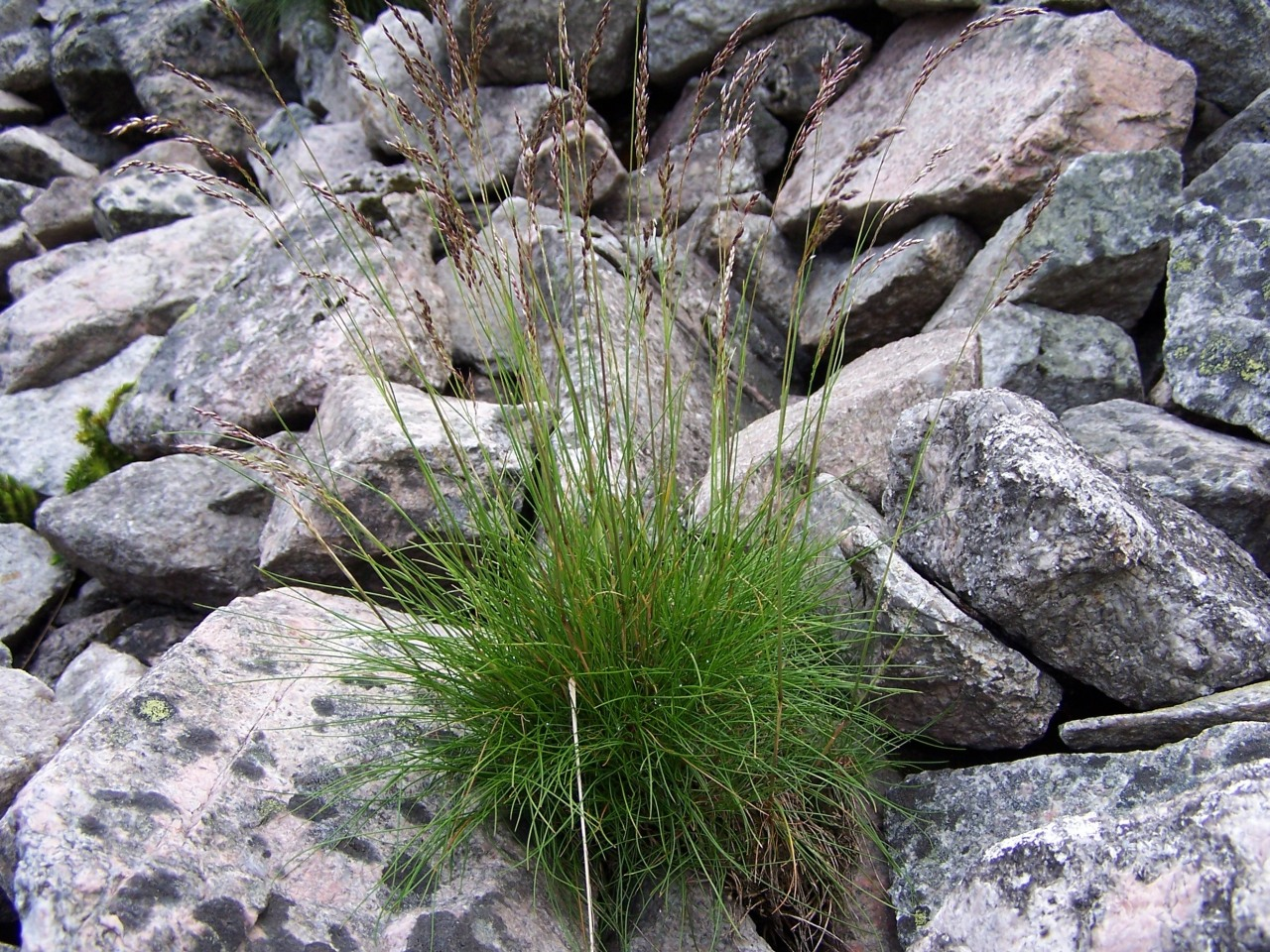
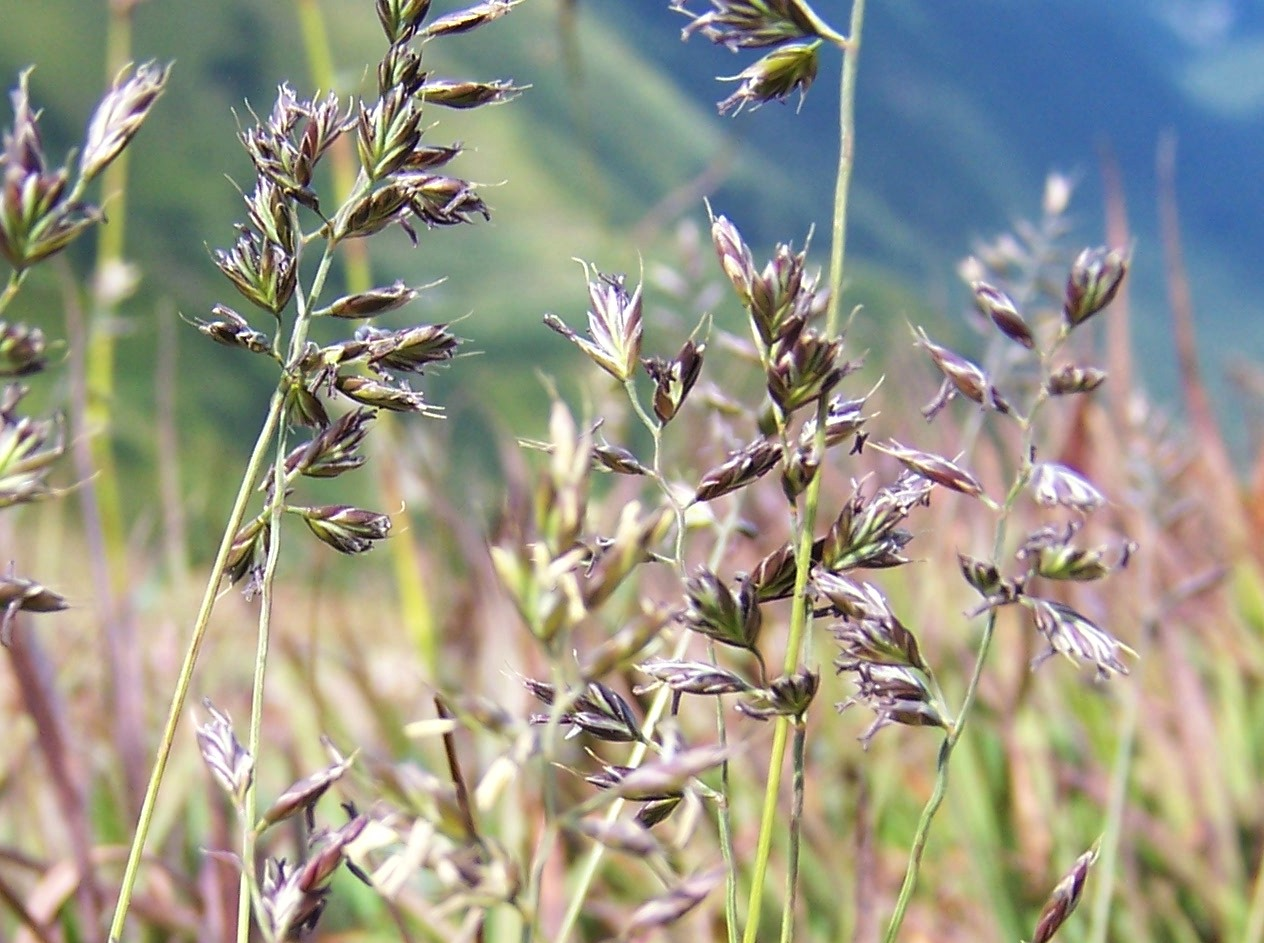
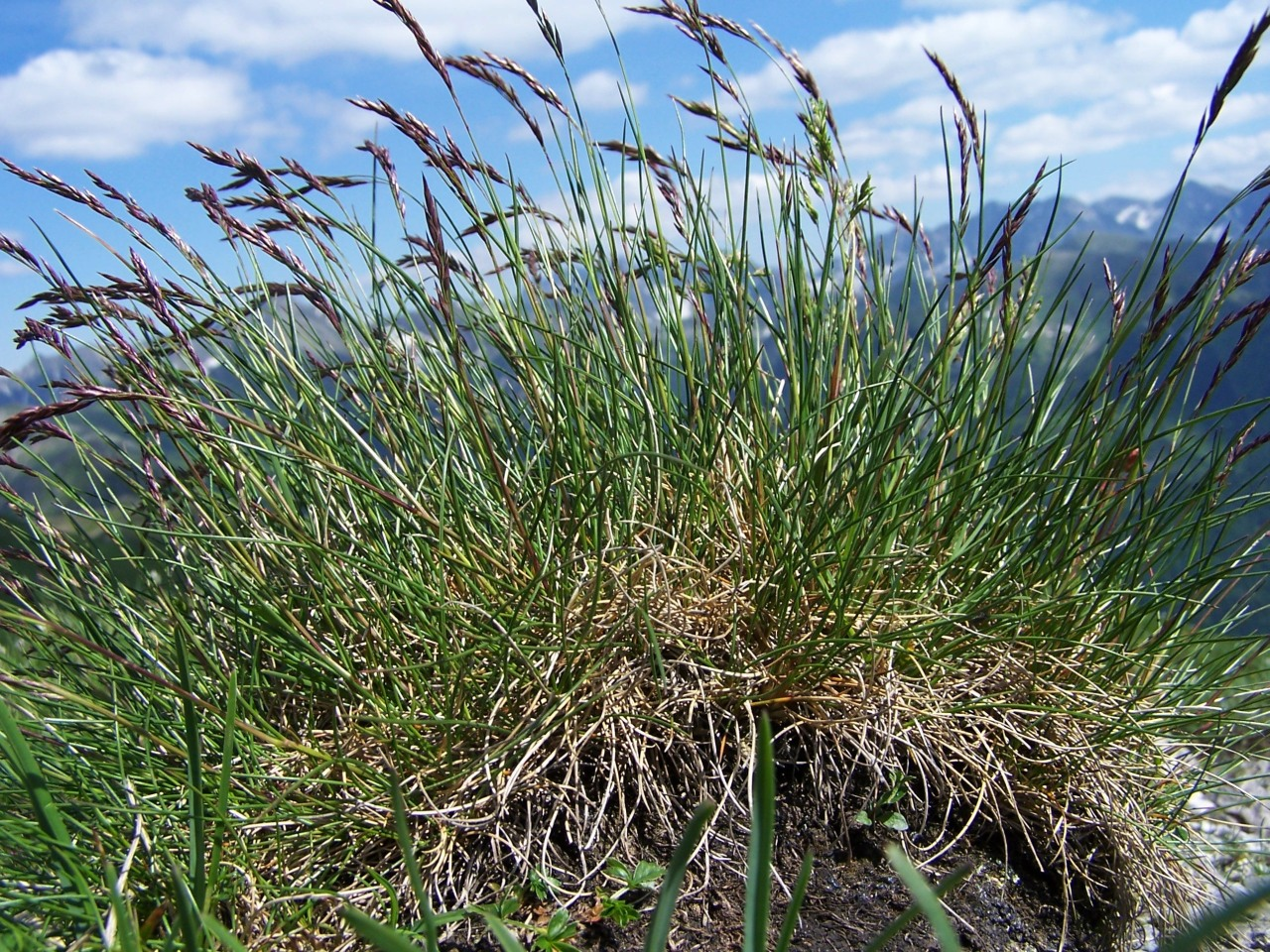